# 竹村幸雄
竹村 幸雄（たけむら ゆきお、1930年（昭和5年）4月23日 - 1998年（平成10年）11月19日）は、日本の政治家。衆議院議員（2期）を務めた。

## 来歴・人物
堀川高校卒業。京都新報社社長や京都原水禁議長を歴任。
現在の京都府第2区に含まれる東山区選出の京都市議を経て1972年第33回衆議院議員総選挙に、旧京都1区から日本社会党公認で初当選（同じ自治体議員出身の社会党新人代議士に村山富市）。しかし任期満了で迎えた1976年第34回衆議院議員総選挙で落選。
35回、36回、38回の総選挙にも京都1区から出馬するも全て落選している。
その後、1983年の第13回参議院議員通常選挙で京都府選挙区から出馬するが落選。1986年の京都府知事選挙に出馬する計画があったが、最終的に出馬を取りやめた。
1990年第39回衆議院議員総選挙では、前年の第15回参議院議員通常選挙で土井たか子委員長の人気（土井ブーム）の恩恵を受け社会党が大勝した。そのため、社会党内では、参院選で京都1区の地域で複数候補が当選できるだけの票を得たことを理由に、2人目を立てるべきとの声が上がり、大湾宗則が公認漏れのまま無所属出馬を強行した。結果、竹村は13年2ヶ月ぶりに国政復帰を果たしたが、大湾は落選した。1991年田邊誠新委員長を首班とする社会党シャドーキャビネット産業・貿易政務次官。しかし1993年第40回衆議院議員総選挙では新党ブームの影響を受け日本新党公認新党さきがけ推薦の新人前原誠司に浮動票を奪われ落選。
最後の社会党京都府本部委員長、党名変更で社民党京都府連合初代代表として京都6区に国替えし国政復帰を目指していたが1996年体調不良で次期衆院選不出馬を表明、政界を引退。晩年、政界引退後は前述の前原誠司を評価し、自身の後援会の最後のバス旅行で当時まだ青年であった前原を紹介した。このことから、かつて地盤とした山科、東山区の竹村支持者の多くは前原に引き継がれて今日に至っている。
1998年11月19日死去。享年68。死後叙勲で正五位勲三等旭日中綬章を受章した。
実兄の昭も東山区→山科区選出の京都府議会議員。